# Onorificenze keniote
Elenco delle onorificenze e degli ordini di merito e cavallereschi distribuiti dal Kenya dalla sua fondazione ai giorni nostri.

## Ordini cavallereschi
| Nastro | Onorificenza                |
| ------ | --------------------------- |
|        | Ordine del Cuore d'oro      |
|        | Ordine della Lancia ardente |
|        | Ordine del Grande Guerriero |

## Medaglie e decorazioni di merito
| Nastro | Onorificenza                        |
| ------ | ----------------------------------- |
|        | Distinguished Service Medal (Kenya) |
|        | Stella d'argento                    |